# جولیا سالمی
جولیا سالمی (ایتالیایی: Giulia Salemi؛ زادهٔ ۱ آوریل ۱۹۹۳) مدل، بازیگر و مجری تلویزیونی اهل ایتالیا است.
مادر وی، فریبا تهرانی، آرایشگر ایرانی و پدرش ماریو سالمی، پلیس اهل ایتالیا است.